# Манжи-Ялбо
Манжи-Ялбо (Манжик) — калмыцкий тайши, старший сын тайши Даян-Эрке и внук главного тайши Дайчина.

## Биография
В марте 1657 года под Астраханью калмыцкие тайши Мончак и Манжи-Ялбо принесли присягу (шерть) на верность русскому царю за себя, Дайчина и других калмыцких тайшей.
В ноябре 1661 года астраханский воевода князь Григорий Черкасский организовал русско-калмыцкий съезд в урочище Берекети в 60 верстах от Астрахани. На нём присутствовали почти все калмыцкие тайши, кроме Манжи-Ялбо, а также ногайские, едисанский, джемболукские и малибашские мирзы. Тайша Мончак, как глава калмыцкой делегации, дал клятву астраханскому воеводе за отца, сыновей, племянников и других тайшей и мирз в том, что будут «в вечном послушании и на государевой службе». В декабре 1661 года Мончак подписал новый текст шерти с русским правительством, в котором калмыцкие тайши взяли на себя обязательства 
«с турским султаном и с кызылбашским ханом, и с крымским ханом, и с азовским беем, и с Темрюки, и с Табаны, и с Бесленейцы, и с Кумыки нам тайшам… в ссылке и в соединенье, и в миру не быть».
Один только тайша Манжи-Ялбо отказался участвовать в войне против Крымского ханства. В конце декабря 1661 года под Терским городком калмыки из улуса Манжи-Ялбо захватили ногайские улусы Ямгурчея-мирзы Янмаметева и его брата Сеит-Мамбета, русских подданных. Астраханский воевода Григорий Черкасский сообщил об этом инциденте старшим калмыцким тайшам. В январе 1662 года в Астрахань прибыл калмыцкий посланец от Уралмы, супруги Мончака. Он сообщил, что люди Манжи-Ялбо захватил ногайских мурз на Тереке без ведома своего тайши, а Дайчин «такова дела не хвалит… и на Ялбу тайшу в том добре досадует». Манжи-Ялбо вынужден был отдать всех захваченных ногаев своему деду, а тот затем всех их вернул в Астрахань и на Терек.
25 января 1662 года татары, улусники Манжи-Ялбо, отогнали у юртовских татар из-под Астрахани 500 лошадей. А ночью 26 января калмыки и татары отогнали скот и лошадей у астраханцев. Ими командовали Манжи-Ялбо, мирзы Навруз и Кучюк Алатуевы, Салтанбек Сеитеев и другие. Воевода Григорий Черкасский вывел навстречу калмыкам городской гарнизон, демонстрируя им таким образом полную готовность к бою. Однако, на бой Манжи-Ялбо не отважился и отступил в свои улусы. Вооружённые мелкие стычки произошли только в окрестностях города и в большинстве случаев закончились в пользу астраханцев.
Калмыцкий пленный дархан Чагатай Бахтуев под пыткой рассказал, что Манжи-Ялбо, находясь под Астраханью с 3-тысячным отрядом, 500 человек отправил в загоны для захвата лошадей и скота. Причиной его столь недружелюбных выходок, как оказалось, было и то, что «от великого государя жалованье и честь менши Мончака тайши, а он, Ялба, таков же, что Мончак тайши». Причём его дед Дайчин и другие тайши всячески «унимали его» от конфликта с русскими, но он их не слушал. Астраханский воевода Григорий Черкасский отправил к нему дополнительное жалованье: 2 панциря, 2 собольи шубы, саблю, пищаль, жемчуг, а его мирзам — по шубе и сукну. В улусы Мончака воевода отправил своего племянника Касбулата с сообщением о произошедшем. Мончак очевидно был явно зол на своего племянника и он откровенно высказал воеводе, что Манжи-Ялбо «зло учинил над ними», а не над русскими.
В 1662 году Мончак захватил в плен своего племянника Манжи-Ялбо, а его улус присоединил к себе. В это время Дайчин находился в дальних кочевьях и не мог помочь своему внуку. Мончак передал своего мятежного племянника астраханскому воеводе. Григорий Черкасский со своей стороны позаботился о надёжной охране молодого тайши в Астрахани и приказал своим людям обходительно относиться к знатному калмыцкому пленнику «держали честь и ласку, и привет, и береженье большое».
Получив известие об аресте Манжи-Ялбо в Астрахани, Дайчин задумал освободить внука. В январе 1663 года он пытался склонить хошутского тайшу Кундулен-Убуши и дербетских тайшей к совместному походу на Астрахань для освобождения Манжи-Ялбо. Престарелый Дайчин находился под влиянием своей старшей жены Батыр-Каныш, матери покойного Даян-Эрке. Батыр-Каныш и её сторонники выступали за передачу верховной власти Манжи-Ялбо.
Мончак пресёк все попытки отца привлечь прибывших дербетов и хошутов к семейному спору в торгутском доме. На его стороне находился тайши Доржи, старший сын Кундулен-Убуши, имевшим влияние на своего отца. Хошутские и дербетские тайши, опасавшиеся Мончака, отказались поддержать Дайчина.
С января 1663 года Дайчин постоянно отправлял своих посланцев в Астрахань с просьбой освободить его внука. Взамен он предлагал выдать русским властям всех живущих у него башкирских повстанцев, лично принять русское подданство и выступить с Манжи-Ялбо в поход против крымских татар. В противном случае Дайчин угрожал соединиться с крымским ханом и башкирскими мятежниками для совместного нападения на русские города. В марте Дайчин попытался договориться с Мончаком, отправив к нему ламу Эрке для организации встречи, чтобы напрямую просить содействия в освобождении Манжи-Ялбо.
В русских документах не прослеживается дальнейшая судьба Манжи-Ялбо. Из заметок голландского посла Николааса Витсена в начале 1665 года стало известно, что молодого тайшу перевезли из Астрахани в Москву. Под видом купца Витсен проник в охраняемый двор Манжи-Ялбо и описал встречу с ним:

«Тайчжи — человек очень некрасивый, коричневато-желтый, с плоским широким лицом, лоб у него высокий, черные волосы, сзади коса. Он протянул нам руки, посадил нас и сразу собственноручно подал нам два раза чашу. Его уже одели по-русски.… В комнате, где мы сидели, стало очень жарко; он снял шубу, обнажил грудь и бесстыдно чесался при нас; его тело и лицо в прыщах… Этот правитель, который у себя на родине может привести на поле боя 30 тысяч человек, теперь был предан своим дядей и с его коварной помощью вывезен русскими из своей страны во время боя. Здесь его держат как пленного; он же, говорят, предлагает царю все, что у него есть, за что будет пожалован титулом князя-царевича. Может быть, он примет русскую веру, иконы уже висят в его комнате, он уже умеет креститься, и тогда он станет русским придворным, подобно другим крещеным татарским князьям… Тайчжи — это его титул, что означает как бы главный управитель; его имя — Йалба, а Доис — имя его отца. Прежде он имел другое имя (Манжи), но он все время болел и, считая, что причиной болезни является имя, переменил его. На некоторые вопросы он отвечал, что еще молод и мало что слыхал.
«Наша страна, - сказал он, - простирается до страны Могола», думаю, что он имел в виду хана [Монголии], а эта страна простирается до Китая; сказал, что его отец и дед с этим же Моголом были в Китае; он кое-что знал о Китайской стене и слыхал, что туда приезжают такие люди, как мы. Несомненно, это были португальцы; спросил, бывал ли я там и был ли в степи. Тогда я охотно расспросил бы его о дороге, но из-за русского не посмел. Он показал мне свою местную письменность в продолговатой молитвенной книжечке, тщательно написанной; они читают и пишут, как у нас. Затем показал мне еще другую книжку, тунгусских калмыков, по содержанию подобную первой, но письмо имело совсем другой вид и читалось справа налево. Странно, что толмач, который хорошо понимал его язык и отчетливо слышал, как он читал, не понял содержания книги; он завернул свои книжечки в платок и обмотал их лентой, очень крепко, крест накрест. Бумага похожа на ту, которую привозят из Турции. Под его правой рукой висела на кожаном ремешке коробочка, где он хранил свиток своих молитв, который ежедневно вынимал, и, держа в руках прямо перед головой, стоя на коленях, 9 раз кланялся до земли. Он хотел узнать у меня, как мы молимся Богу. Я показал: сложил руки вместе и стал на колени. На мой вопрос о его вере он ответил, что молится Богу, который наверху, не знал он ни о Христе, ни о Магомете. У него были с собой странного вида четки, в виде мелких бусинок, по которым он отсчитывал молитвы Богу...».
По всей вероятности, Манжи-Ялбо, находясь в московском плену, в конечном итоге, видимо, был вынужден принять православие и закончить свою жизнь на чужбине. Тот же Н. Витсен свидетельствовал, как врач-иностранец вылечил молодого тайшу, которого царские приставы уверяли, будто его болезнь случилась от тоски по родине, и что если он хочет вылечиться, то не должен тосковать. Приходя к Манжи-Ялбо, доктор часто заставал его за молитвой; сидя на полу, он читал какие-то листки, похожие на игральные карты, и щелкал пальцами «назло дьяволу».